# 罗德里戈·埃查特
罗德里戈·埃查特（西班牙語：Rodrigo Etchart，1994年1月24日—），阿根廷男子橄榄球运动员。他曾代表阿根廷七人制国家队参加2016年和2020年夏季奥林匹克运动会七人制橄榄球比赛，获得一枚铜牌。